# Schönebecker Straße 113

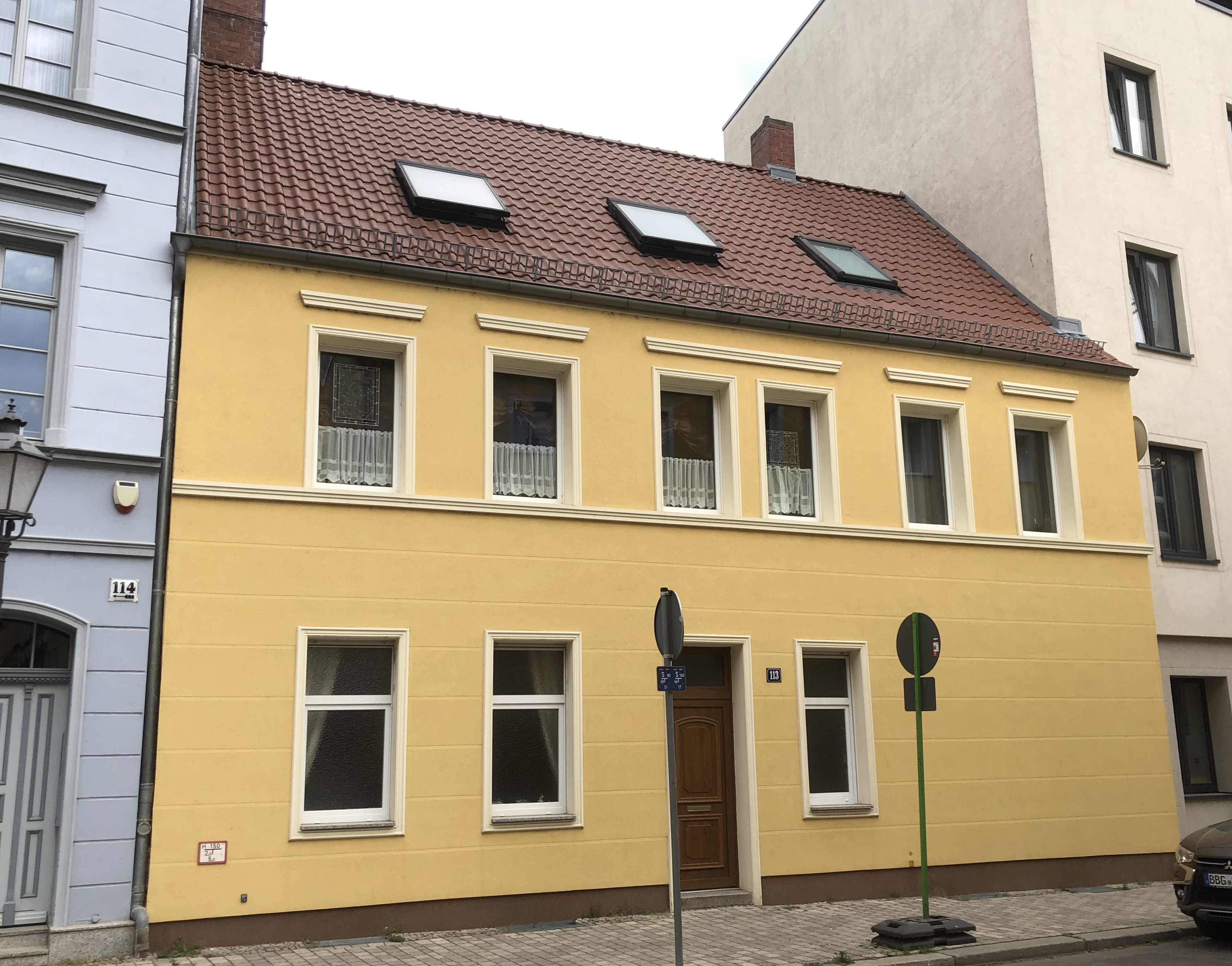
Schönebecker Straße 113 im Jahr 2022

Die Schönebecker Straße 113 ist ein ehemals denkmalgeschütztes Wohn- und Geschäftshaus in Magdeburg in Sachsen-Anhalt.

## Lage
Das Gebäude befindet sich auf der Ostseite der Schönebecker Straße im Magdeburger Stadtteil Buckau im sogenannten Engpass der Schönebecker Straße. Nördlich grenzt das denkmalgeschützte Haus Schönebecker Straße 114 an.

## Architektur und Geschichte
Der zweigeschossige Bau entstand in der Zeit um 1880/1890 im Stil des Spätklassizismus. Die verputzte Fassade weist eine Gliederung mittels Putzbändern auf. Unter den Fenstern der sechsachsigen oberen Etage befand sich ein aus Scheibenrosetten gebildeter schmaler Fries. Bedeckt ist der Bau von einem Satteldach.
Im rechten Teil des Erdgeschosses befand sich ein zumindest Anfang des 21. Jahrhunderts noch als Bäckerei genutztes Ladengeschäft. Bei wohl etwa in den 2010er Jahren erfolgten Umbauarbeiten, wurde das Geschäft jedoch entfernt und durch eine fensterlose Wandfläche ersetzt. Der Ladeneingang wurde zu einer Fensteröffnung zurückgebaut. Zugleich erfolgten auch Änderungen an der Fassade. So verschwand das Fries, auch die Putzbänder wurden verändert und am Obergeschoss völlig entfernt. Dort wurde auch die Gestaltung der Fensterrahmung vereinfacht.
Im örtlichen Denkmalverzeichnis war das Wohn- und Geschäftshaus unter der Erfassungsnummer 094 17871 als Baudenkmal verzeichnet. Im Jahr 2016 erfolgte eine Überprüfung der Denkmaleigenschaft. Im Ergebnis wurde das Haus aus dem Denkmalverzeichnis gestrichen.
Das Gebäude gilt als für den Engpass straßenbildprägend.